# 长山镇 (绥棱县)
长山镇，是中华人民共和国黑龙江省绥化市绥棱县下辖的一个镇。
2016年8月10日，黑龙江省民政厅批复同意撤销长山乡，设立长山镇。

## 行政区划
长山镇下辖以下地区：
阁山村、一部村、三部村、五部村、四部村、十部村、东兴村、长山村、保江村和幸福村。